# Johann Machwirth
Johann Machwirth (* 18. Februar 1890 in Schöneberg/Hunsrück; † 30. Juli 1943 in Berlin-Plötzensee) war ein Aktivist in der separatistischen Bewegung um die Staatsgründung einer Rheinischen Republik und Widerstandskämpfer gegen den Nationalsozialismus.

## Leben
Johann Machwirth wurde am 18. Februar 1890 als Sohn des Landwirts Peter Machwirth (1865–1954) und dessen zweiter Frau Magdalena (geb. Wilbert 1865–1933) in dem Dorf Schöneberg bei Bad Kreuznach im Hunsrück geboren. Er war das älteste von insgesamt 8 Kindern und hatte zudem einen Halbbruder aus der ersten Ehe seines Vaters. Nach dem Besuch der Volksschule leistete er von 1910 bis 1912 seinen Militärdienst in Saarbrücken. 1914 erfolgte seine Einberufung als Soldat in den Ersten Weltkrieg. 1915 wurde er durch eine Verschüttung schwer verwundet und schließlich als untauglich ausgemustert. Er zog nach Stromberg, wo er den Beruf des Pflasterers aufnahm. Er heiratete Cäcilie geb. Sesen und hatte eine Tochter.

### Separatistische Bewegung im Rheinland
Unmittelbar nach dem Ende des Ersten Weltkriegs erstarkten im Rheinland und in der Pfalz separatistische Bestrebungen, die im Juni 1919 mit dem Ausruf einer „selbständigen Rheinischen Republik“ durch den ehemaligen Frontoffizier und Separatistenführer Hans Adam Dorten in Wiesbaden einen ersten Höhepunkt fanden. Obwohl diese Abspaltung vom französischen General Charles Mangin und anderen französischen Militärs unterstützt worden war, scheiterte sie. Zwar wurde Dorten wegen Landesverrats für schuldig gesprochen, konnte in den Französischen Besatzungszonen jedoch nicht belangt werden. 1922 gründete er daraufhin in Boppard die Rheinische Volksvereinigung, in der er seine separatistische Bewegung weiter formulierte. Im Jahr 1923 flammten erneute Aktionen zur Separation des französisch besetzten Rheinlands auf. Etwa zeitgleich und ebenfalls in den besetzten Gebieten ereigneten sich die als Ruhrbesetzung und Autonome Pfalz bezeichneten Geschehnisse.
Ende Oktober 1923 kam es in den Regierungssitzen zwischen Aachen, Duisburg, Wiesbaden und Mainz zu organisierten Umsturzbewegungen durch die Separatisten. Im Rahmen dessen beteiligte sich auch Johann Machwirth am Kreuznacher Separatistenputsch. Infolgedessen wurde er im Einvernehmen mit den französischen Besatzungsbehörden in seinem Wohnort Stromberg an Stelle des amtierenden Bürgermeisters als „Beauftragter des Aktionsausschusses der Rheinischen Republik“ eingesetzt. Unmittelbar darauf verkündete Machwirth in allen zu diesem Amtsbezirk gehörenden Gemeinden die Errichtung der Rheinischen Republik und ließ auf allen Bürgermeisterämtern und öffentlichen Gebäuden in Stromberg und Umgebung die Separatistenfahne hissen.
Unter Machwirth wurde in Stromberg eine etwa 50 Mann starke bewaffnete Miliztruppe aufgestellt, die er als eigene Leibwache und zum Schutz des Bürgermeisteramtes einsetze. Durch diese Miliztruppe wurden zudem Beschlagnahmungen von öffentlichen Geldern, Lebensmitteln, Kraftwagen, Waffen und Festnahmen durchgeführt. In dieser Zeit veranstaltete Machwirth Versammlungen und Kundgebungen und bemühte sich, die Einwohner seines Amtsbezirks zum Eintritt in die Separatistenbewegung bewegen. Diese Aufrufe sollen zum Teil unter Androhung von Ausweisung aus Machwirths Amtsbezirk stattgefunden haben. Missgunst unter der Bevölkerung rief zudem der Umstand hervor, dass Unterhalt, Verpflegung und Unterbringung der Separatistentruppen vor allem durch Requirierungen bei der Bevölkerung bestritten wurden. Die Zusammenkunft der Separatisten-Bewegung und der örtlichen Bevölkerung eskalierte an vielen Orten und weitete sich bis hin zu bewaffneten Auseinandersetzungen aus. Machwirth hielt sein Amt in Stromberg bis zur endgültigen Zerschlagung der Bewegung im Februar 1924.
Ab 1926 hielt sich Machwirth zunehmend im Ausland auf, insbesondere in Frankreich. Erst im März 1931 kam es zu einer Verurteilung Machwirths, als dieser wegen Falschaussage über seine Beteiligung an der separatistischen Bewegung für schuldig gesprochen wurde. Das Schwurgericht Frankenthal verurteilte ihn wegen Meineids zu einem Jahr und 6 Monaten Zuchthaus sowie zu 5 Jahren Ehrenrechtsverlust und dauernder Eidesunfähigkeit.

### Exil in Frankreich und Widerstand gegen den Nationalsozialismus
Die 1919 in Paris gegründete Ligue d`Amitié Franco-Rhénane-La Halte zur Pflege des separatistischen Gedankens, war kurz später nach Metz verlegt worden, was die Stadt zum Sammelbecken der nach Frankreich geflüchteten Separatisten machte. Nach Verbüßung seiner Strafe begab sich auch Johann Machwirth Anfang Dezember 1932 ins französische Exil nach Metz und nannte sich fortan Jean Machwirth. Er blieb dort gemeinsam mit seiner Frau Cäcilie und seiner Tochter mit einigen Unterbrechungen bis zum Beginn des Zweiten Weltkriegs wohnhaft. Jean Machwirths Halbbruder Karl Machwirth (1885–1953) stand in Metz in Verbindung mit dem dortigen ersten Vorsitzenden der separatistischen Vereinigung Ligue d`Amitié Franco-Rhénane-La Halte Norbert Schlich und machte die beiden noch im gleichen Jahr miteinander bekannt.
Wegen interner Streitigkeiten wurde die Ligue d`Amitié Franco-Rhénane-La Halte im Jahr 1933 unter dem Namen Association Franco-Rhénane et Sarroise neu organisiert, löste sich aber kurz später dann gänzlich auf, nachdem ihr Anführer im April 1936 mit den Vereinsgeldern geflüchtet war.
Daraufhin gründete Jean Machwirth bereits im Juni 1936 gemeinsam mit drei weiteren Mitstreitern die Organisation unter dem Namen Union des Rhénanes Expatriés neu, in der er neben Redebeiträgen auch das Amt des Kassiers und Schriftführers übernahm. Außerdem trat Machwirth in dieser Zeit als Mittelsmann zwischen Polizeibehörden und Präfektur auf. In organisierten Versammlungen und Kundgebungen rief Machwirth dazu auf, eine unter französischem Schutz stehende selbstständige Rheinische Republik zu errichten. Außerdem forderte Machwirth auf diesen Veranstaltungen anhand von Einzeichnungslisten alle wehrfähigen Separatisten dazu auf, sich der Französischen Armee anzuschließen.

### In der französischen Armee
Nach Kriegsausbruch im September 1939 wurde Machwirth zu einem französischen Flugabwehrregiment eingezogen. Als Volksdeutscher und wegen Unzuverlässigkeit wurde er zwei Tage danach aus dem Dienst entlassen und interniert. Wenig später trat er der französischen Fremdenlegion bei und wurde in Algerien und Tunesien eingesetzt. Anfang Mai 1941 erfolgte seine Entlassung, woraufhin er sich freiwillig der französischen Légion tricolore „Zum Kampf gegen den Bolschewismus“ anschloss. Er wurde jedoch als dienstuntauglich zurückgewiesen. Nach seinem Ausscheiden aus dem Kriegseinsatz für Frankreich arbeitete Machwirth wieder als Bauleiter und als Werber bei verschiedenen Bauunternehmen in Paris, die im besetzten französischen Gebiet Bauprojekte für die Organisation Todt ausführten.

### Inhaftierung, Verurteilung und Hinrichtung
Bereits 1940 wurden persönliche Briefe Machwirths von der Geheimen Staatspolizei abgefangen, in denen ihm Regime kritische Äußerungen nachgewiesen wurden. Im Mai 1939, als sich der Kriegsausbruch bereits abzeichnete, soll Machwirth bei organisierten Versammlungen im Metzer Hotel Metropol erklärt haben, „man werde dem Führer, wenn man ihn erwische, den Kopf abschneiden“. Bei weiteren Kundgebungen soll er Adolf Hitler als den „größten Piraten aller Zeiten“ bezeichnet haben. Für den Fall der Wiederbesetzung der Rheinlande kündigte er zudem eine „allgemeine Abrechnung“ an. Solchen Äußerungen und Machwirths aktivem Widerstand gegenüber begegnete das totalitäre System im Deutschen Reich mit aller Härte und sah jede Strafmilderung ausgeschlossen, wie es später in einem Plädoyer über ihn verlautet wurde.
Machwirth wurde am 3. Juni 1942 auf Veranlassung der Geheimen Staatspolizei, Staatspolizeistelle Saarbrücken, und aufgrund eines Haftbefehls des Amtsgerichts in Ludwigshafen am 4. August 1942 in Untersuchungshaft genommen und von dort aus an die Untersuchungshaftanstalt beim Kriminalgericht in Berlin überwiesen. In seiner Hauptverhandlung vom 1. Juni 1943 verurteilte der Volksgerichtshof in Berlin Machwirth wegen seiner „zum Teil maßgeblichen Mitarbeit in Vereinigungen der Rheinischen Separatisten in Frankreich von Ende 1932–1939“, die als Organisationen des Hochverrats gegenüber dem Deutschen Reich bewertet wurden, zum Tode und zum „dauerhaften Ehrverlust“. Als teilnehmende Richter des Volksgerichtshofes in Machwirths Prozess fungierten die Richter Georg Ernst Diescher (Kammergerichtsrat), Hans-Joachim Rehse (Kammergerichtsrat), Hermann Heider (SS-Brigadeführer), Richard Reckewerth (HJ-Obergebietsführer), Heinrich Sauer (NSKK-Obergruppenführer als Vertreter des Oberreichsanwalts), Ernst Drullmann (Erster Staatsanwalt). Das Urteil wurde am 30. Juli 1943 im Strafgefängnis Berlin-Plötzensee vollstreckt.

## Archivalien
- Speyer, Landesarchiv, Bestand H 91 Nr. 5 718.
- Landesarchiv Berlin, A Rep 369 Kartei.
- Bundesarchiv, R 3018/1728.